# Euchlaena aniliaria
Euchlaena aniliaria är en fjärilsart som beskrevs av Herrich-Schäffer 1856. Euchlaena aniliaria ingår i släktet Euchlaena och familjen mätare. Inga underarter finns listade i Catalogue of Life.